# Bourdalou

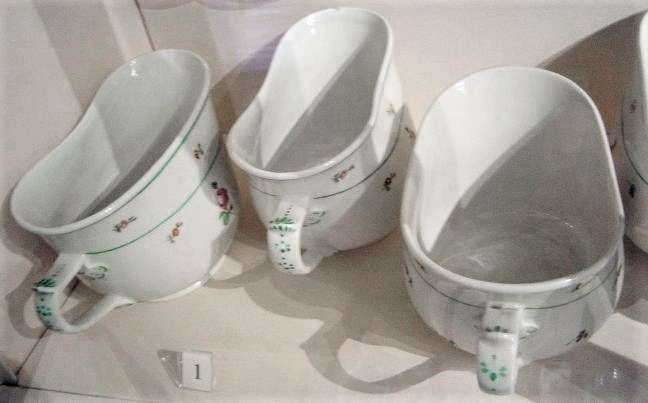
Bourdalous aus der Wiener Hofburg

Das Bourdalou ist ein Gefäß, das den Damen der Gesellschaft im 18. und 19. Jahrhundert zum Urinieren diente. Im Prinzip handelt es sich um einen Nachttopf für „unterwegs“.

## Geschichte
Die Benutzung des Bourdalou geht angeblich auf das Jahr 1700 zurück, als am Hofe König Ludwigs XIV. der damals berühmte Jesuitenpater Louis Bourdaloue seine Predigten hielt. Diese sollen so fesselnd gewesen sein, dass die Damen stundenlang den rhetorischen Künsten des Paters lauschten. Um nicht während der Predigt wegen eines „Bedürfnisses“ die Kirche mitten im Vortrag (Sermon) verlassen zu müssen, sollen einige Damen eine Saucière mit in die Kirche genommen und diese zweckentfremdet haben.
Die Porzellan-Manufakturen griffen diese Mode auf und schufen Gefäße, die der Saucière zwar ähnlich waren, aber nach Größe und Gestalt dem neuen Verwendungszweck entsprachen und als pot de chambre oval auf den Markt kamen. Nach kurzer Zeit entwickelten sich die Gefäße zu Luxusartikeln, die mit kostbarsten Dekoren und delikaten Details ausgestattet waren.
Erst nach dem Tod des Paters Bourdaloue hat der Volksmund diesem inzwischen verbreiteten und beliebten neuen Gebrauchsgegenstand den Namen gegeben. Beweise dafür, dass sich ihm der Name verdankt, gibt es jedoch nicht.
Wahrscheinlicher ist jedoch eine sehr alte Bezeichnung aus dem Gallo-Fränkischen.
Etymologisch etwa zu erklären mit bour = 'Bach, Quelle', für Wasserstrahl (Harnstrahl);  dalou = 'zum Zwecke des Verrichtens'; möglicherweise diente auch das provenzalische Wort für „Unrat“ – bourdalho – als Anregung für die Namensgebung.
Ein Bourdalou ist unter anderem zu sehen: in der Porzellansammlung des Dresdner Zwingers in der Vitrine gegenüber den Toiletten, in der Meißener-Porzellan-Sammlung Stiftung Ernst Schneider im Schloss Lustheim bei München, in der Sammlung Ludwig Glanz des Barocks im Alten Rathaus zu Bamberg, in der Wiener Porzellansammlung des Porzellanmuseums im wienerischen Augarten.
Einige stehen im Klomuseum im Kammerhofmuseum in Gmunden.